# Halina Bertramová
Halina Bertramová (* 1971 Praha) je česká klavíristka působící v Německu.

## Život
V letech 1985 až 1990 studovala obor klavír na Pražské konzervatoř u česko-ruské klavíristky Valentiny Kameníkové a po roce 1990 na Vysoké škole hudební a divadelní v Hannoveru u Karla-Heinze Kämmerlinga, kde roku 1995 získala diplom. Ve studiích pak pokračovala u prof. Gittiho Pirnera v Mnichově.
Během svých studií získala řadu národních i mezinárodních ocenění: v roce 1985 1. místo v soutěži „Concertino Praga“ a „Virtuosi per musica di piano forte“, v roce 1986 na „Klavírní soutěži Bedřicha Smetany“ a v roce 1987 2. místo a „Hindemithovu cenu“ soutěže „Evropská hudební cena“ ve Frankfurtu nad Mohanem. V roce 1989 jí byla udělena zvláštní cena za nejlepší klavírní doprovod na „Mezinárodním hudební soutěži“ v bulharské Provadiji.
Kromě sólových koncertů se Halina Bertramová intenzivně věnuje komorní hudbě v různém obsazení, např. v duu F.A.E. s houslistkou Ulrike Cramerovou a v „Syrinx-Ensemble“, s nímž v roce 1993 vystupovala na Mezinárodním komorním hudebním festivalu v japonské Ósace.
Halina Bertramová pořádá pravidelné koncerty klavírní a komorní hudby v Německu a v Česku. Jako sólistka vystupovala se Symfonickým orchestrem Českého rozhlasu, Moravskou filharmonií Olomouc či Západočeským symfonickým orchestrem. Pořídila také několik nahrávek pro Český rozhlas a Českou televizi.
Žije v hornobavorském Gautingu, kde působí jako učitelka klavírní hry. V roce 2003 obdržela Kulturní cenu Günthera Klingeho obce Gauting.